# Sokoł (opera)
Sokoł (fr. Le faucon, ukr. Сокіл) – opera Dmitrija Bortnianskiego w trzech aktach z 1786 roku. Libretto napisał Franz-Hermann Lafermière w języku francuskim. Premiera opery odbyła się w pałacu carskim w Gatczynie 11 października 1786. 
Prawie dwieście lat po premierze opera została wystawiona w języku rosyjskim (tłumaczenie Rozanowa) w Moskwie. Na Ukrainie po raz pierwszy wykonana w Kijowie 15 października 1995 (w tłumaczeniu na ukraiński M. Strichy). 

## Literatura
- А. Гозенпуд Сокол // Оперный словарь
- Корній Л. Історія української музики, част. 2: 2 пол. XVIII ст. — Київ — Харків — Нью Йорк 1996, 1998, 2001.
- Доброхотов Б., Д. С. Бортнянский. — М. — Лен., 1950;
- Чувашов А. В. Сокол. Переложения номеров оперы «Сокол» для секстета духовых инструментов / Автографы Д. С. Бортнянского в КР РИИИ. С. 43—66. СПб. 2020.